# Прапор Оржицього району
Пра́пор О́ржицького райо́ну — офіційний символ Оржицького району Полтавської області, затверджений 4 вересня 2002 року рішенням 3 сесії Оржицької районної ради 4 скликання.

## Опис
Прапор являє собою прямокутне полотнище зі співвідношенням сторін 1:2, яке поділене на три рівні горизонтальні смуги: синю, жовту, синю. У лівій частині полотнища від кутів біля древка знаходиться рівнобедрений малиновий трикутник із зображенням жовтого лапчастого хреста.

## Символіка
Зображення козацького хреста — основний елемент герба Оржиччини.
Символіка кольорів: малиновий — найбільш поширений колір козацьких прапорів, символізує могутність, хоробрість, успіх і єдність; блакитний — символ миру, чистого неба; синій — це боротьба за свободу, надія; жовтий — сонце, світло, добробут, доброта, робота, гідність.